# Kresy (Stodoły-Kolonie)
Kresy – część wsi Stodoły-Kolonie w Polsce, położona w województwie świętokrzyskim, w powiecie opatowskim, w gminie Wojciechowice.
W latach 1975–1998 Kresy administracyjnie należały do województwa tarnobrzeskiego.